# Форте, Бруно
Бруно Форте (род. 1 августа 1949, Неаполь) — итальянский римско-католический богослов и церковник, в настоящее время архиепископ Кьети-Васто.

## Биография

### Образования и священническое служение
После окончания средней школы поступил в Неапольскую архиепископскую семинарию.
18 апреля 1973 рукоположен в пресвитера кардиналом Коррадо Урси для архиепархии Неаполя. После посвящения служит пастором в приходах Нашей Госпожи Святого Сердца, Санта-Мария-Здравоохранения и Санта-Мария-дель-Соккорсо.
В 1974 получил докторскую степень в области богословия на богословском факультета Неаполя-Каподимонте; углубляет исследования в Тюбингене и в Париже, и в 1977 он окончил в факультет философии в Университете Неаполя.
Автор ряда публикаций по теологии, философии и духовности, известных на международном уровне, преподает догматическое богословие в отделении Сан Томмазо на Папском богословском факультета южной Италии, где является деканом в течение трех мандатов; председатель Папского богословского факультета южной Италии в течение трех лет. Форте является первым докладчиком на Конференции итальянской Церкви в Лорето, в 1985, и в ассамблее европейских Церквей в городе Эрфурт, в 1988.
Председатель подготовительной комиссии к документу Памяти и примирения, который сопровождает день Прощения с папой Иоанном Павлом II во время Юбилея 2000 года. В 2002 был назначен членом научного совета Института Итальянской Энциклопедии.

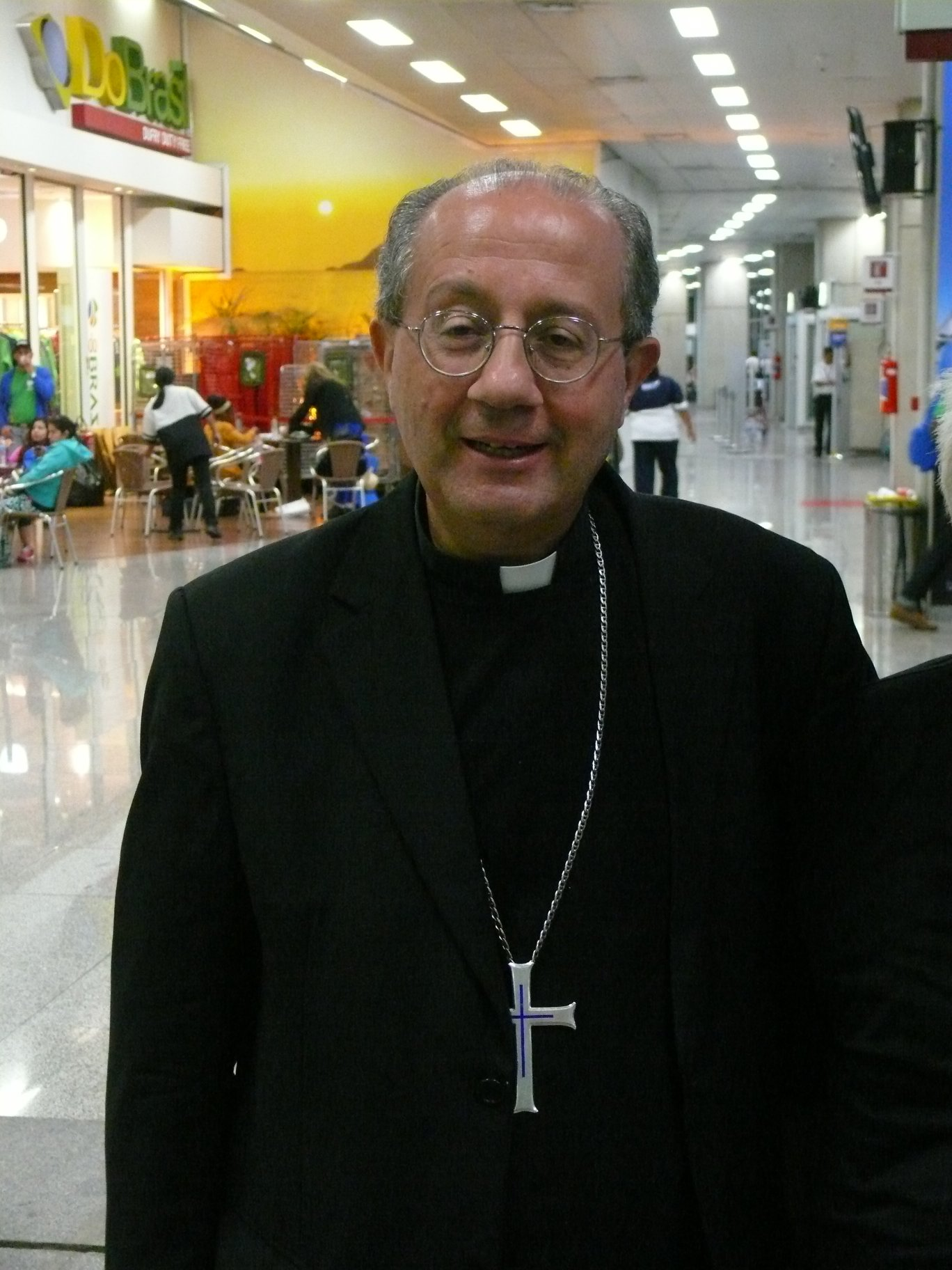
Бруно Форте, архиепископ Кьети-Васто во время Всемирного Дня Молодежи 2013 в Рио-де-Жанейро.

### Епископское служение
26 июня 2004 Папа римский Иоанн Павел II назначил его архиепископом в Кьети-Васто. Получает хиротонию следующего 8 сентября, в кафедральном соборе Неаполя, от кардинала Йозефа Ратцингера (позже папы римского Бенедикта XVI). Получает архиепархию 25 сентября.
14 октября 2013 папа Франциск назначил Форте специальным секретарем III чрезвычайной генеральной Ассамблеи Синода епископов, прошедшей с 5 по 19 октября 2014 на тему семьи. Форте автор фактического спорного Relatio post disceptationem, в котором воспринимаются спокойно гражданские браки, сожительство more uxorio и однополые союзы.
21 ноября 2014 года Форте назначен особым секретарем XIV генеральной Ассамблеи Синода епископов (4-25 октября 2015 года), снова по теме семьи.
18 января 2016 епископы Абруццо и Молизе избрали его председателем Конференции католических Епископов в Абруццо-Молизе.

## Соответствующие записи
- Архиепархии Кьети-Васто
- Архиепархии Неаполя
- Архиепископ
- Коррадо Урси
- Доменико Анжело Скотти
- Неаполь
- Архиепископская семинария Неаполя